# Peter Grant (menedżer muzyczny)
Peter Grant (ur. 5 kwietnia 1935, zm. 21 listopada 1995) – brytyjski menedżer takich zespołów jak The Yardbirds, Led Zeppelin i Bad Company. Kierował także założoną przez Led Zeppelin wytwórnią Swan Song Records. Dzięki niemu w świecie muzyki zaszła rewolucja związana z podwyższeniem płac dla zespołów, gdyż potrafił twardo negocjować z promotorami.
Grant najbardziej znany jest ze współpracy z Led Zeppelin, którym „ojcował” przez cały czas trwania ich kariery. To m.in. dzięki jego menedżerskiemu talentowi i sile perswazji Zeppelini zaszli tak wysoko.

## Biografia przedzeppelinowa
Urodzony na przedmieściach Londynu, uczył się do wieku trzynastu lat, by następnie podjąć pracę. Pracował w fabryce, następnie przeniósł się do branży rozrywkowej. Był także wrestlerem o pseudonimie Count Massimo i występował w programach telewizyjnych. Obudziło to w nim miłość do aktorstwa, co zaowocowało małymi rolami w kilku filmach: A Night to Remember (1958), Działa Navarony (1963), Kleopatra (1963), a także w telewizji.
W 1963 Grant został menedżerem tras koncertowych takich gwiazd jak Bo Diddley, The Everly Brothers, Little Richard, Brian Hyland, Chuck Berry, Eddie Cochran, Gene Vincent, The Animals. Od 1964 został menedżerem The Nashville Teens, The Flinstones, She Trinity, The New Vaudeville Band, Jeffa Becka i Terry’ego Reida.

## Czasy Led Zeppelin (1966-1980)
W 1966 Grant zastąpił Simona Napier-Bella na stanowisku menedżera The Yardbirds. Nie udało mu się uratować zespołu przed rozpadem, ale na jego bazie wspólnie z Jimmym Page'em stworzył przyszłą megagwiazdę - Led Zeppelin. To dzięki niemu The Yardbirds w końcu zaczęli otrzymywać na czas godziwe zapłaty za koncerty, co później przeniosło się na inne zespoły.
Dla Led Zeppelin Peter Grant był jak ojciec, niemalże jak członek zespołu. Jeździł z nimi we wszystkie trasy, zajmował się finansami, negocjował tak długo aż zespół uzyskał godziwe warunki. Gdy trzeba było, dzięki swojej wielkiej posturze, umiał nastraszyć nieuczciwego promotora i wymusić na nim uczciwe rozliczenie się. Potrafił narazić własne życie dla dobra zespołu.
Wystąpił także z zespołem w filmie The Song Remains the Same. Razem z Led Zeppelin założył wytwórnię Swan Song Records. Był menedżerem Bad Company i Maggie Bell. Odrzucił ofertę zostania menedżerem Queen. Negocjował także management europejskiej trasy Elvisa Presleya w 1977, jednak trasa się nie odbyła, gdyż Elvis zmarł.
W 1980 po śmierci Johna Bonhama, Led Zeppelin się rozpadł, a Grant przeszedł na muzyczną emeryturę.

## Biografia postzeppelinowa
Po rozpadzie Led Zeppelin zdrowie Granta uległo znacznemu pogorszeniu. Spowodowane to było śmiercią Bonhama, który był dla Petera bardzo bliski, problemami materialnymi oraz uzależnieniem od heroiny. Mimo wszystko próbował walczyć z nałogiem, co spowodowało duży spadek wagi. W 1992 roku wystąpił w filmie Carry On Columbus z cyklu Cała naprzód.
21 listopada 1995 jadąc z synem Warrenem do swego domu w Horselungs Manor (Sussex) miał atak serca i zmarł. Został pochowany 4 grudnia 1995 na cmentarzu św. Piotra i Pawła w Hellingly w Susseksie. Jak na ironię ta data to piętnasta rocznica rozpadu Led Zeppelin.